# Finsen
Finsen er en islandsk embedsmandsslægt, hvoraf de fleste medlemmer har været jurister.
Slægten føres agnatisk tilbage til Sigvaldi Illugason Langalíf, bonde i bygden Síðu, stamfader til Langalífs-ætten og flere gange til Ólöf Loptsdóttir, ætling af mange Landnamsmænd, Hal på Sida og Ragnvald Mørejarl. Hans sønnesøns sønnesøn, præst i Reykholt Jon Bðvarsson (1593-1657) var fader til provst Halldór Jónsson (1625-1705), som var fader til historikeren, rektor i Skålholt og designeret biskop der Jón Halldórsson (1665-1736). Dennes søn, biskop over Skålholt Stift Finnur Jónsson (1704-1789), der i lige grad indlagde sig fortjeneste ved at redde Árni Magnússons samlinger fra ildebranden 1728 og ved sin Historia ecclesiastica Islandiæ, var fader til biskop over Skålholt Stift, sekretær i Den Arnamagnæanske Kommission, dr.theol. h. c. Hannes Finnsson (1739-1796), hvis descendens førte navnet Finsen. En anden søn af Finnur Jónsson var sysselmand Steindór Finsson (1743-1819).
Hannes Finnsson var fader til kancelliråd, herredsfoged, stænderdeputeret Jón Finsen (1792-1848) og til konstitueret stiftamtmand Ólafur Hannesson Finsen (1793-1836), der var fader til retshistoriker Vilhjálmur Ludvig Finsen (1823-1892) og til stiftsfysicus, dr.med. Jón Constant Finsen (1826-1885) og stiftamtmand Hannes Kristján Steingrímur Finsen (1828-1892). Ólafur Hannesson Finsen var endvidere farfader til islandsk minister, generalkonsul mm. Vilhjálmur Finsen (1883-1960).
Stænderdeputeret Jón Finsen var fader til landshøvding og indenrigsminister Søren Hilmar Steindor Finsen (1824-1886), til godsforvalter og etatsråd Oluf Thomas Emil Finsen (1825-1896) og til forvalter ved Sorø Akademi Harald Frederik Ferdinand Finsen (1829-1881),
Indenrigsminister Søren Hilmar Steindor Finsen var fader til dommer og borgmester i Nykøbing Falster Olaf Finsen (1861-1920), til dommer og borgmester i Ringkøbing John Finsen (1860-1930) og til den for sine to bøger om Bjørnstjerne Bjørnson kendte forfatterinde Olufa "Nulle" Finsen (1869-1950)
Stiftamtmand Hannes Kristján Steingrímur Finsen var fader til etatsråd, apoteker, borgmester i Thorshavn Olaf Finsen (1859-1937) og til brødrene, læge og nobelpristager Niels Ryberg Finsen (1860-1904) og overpostkontrollør Vilhelm Hannes Finsen (1863-1935). Vilhelm Hannes Finsen var fader til overlæge Valgard Finsen (1896-1980), som var gift med til billedhugger Ingeborg Finsen, født Ebstrup (1899-1977, senere gift Koefoed).
Dommer John Finsen var fader til arkitekt Arne Finsen (1890-1945), kunstvæver Aslaug Finsen (1891-1977), Ingeborg Finsen (1892-1893), børnehavepædagog Margrethe Finsen (1892-?) og arkitekt Helge Hilmar Finsen (1897-1976).
Dommer Olaf Finsen (1861-1920) var fader til cand.jur., kst. departementschef, senere kreditforeningsdirektør Aage Finsen (1891-1962) og cand.jur., direktør i Ernst Lemvigh-Müller & Co. Hilmar Finsen (1898-?).